# Långören (vid Gyltö, Korpo)
Långören är en ö i Finland. Den ligger i Skärgårdshavet och i kommunen Pargas i landskapet Egentliga Finland, i den sydvästra delen av landet. Ön ligger omkring 61 kilometer sydväst om Åbo och omkring 200 kilometer väster om Helsingfors.
Öns area är 3,4 hektar och dess största längd är 320 meter i sydväst-nordöstlig riktning. Närmaste större samhälle är Korpo, 10,1 km nordost om Långören.